# Cretteville
Ne doit pas être confondu avec Crétéville.
Cretteville est une ancienne commune française du département de la Manche et de la région Normandie, devenue le 1er janvier 2016 une commune déléguée au sein de la commune nouvelle de Picauville.

## Toponymie
Le nom de la localité est attesté sous les formes Chetevilla en 1154, Quetreville en 1484.
Le gentilé est Crettevillais.

## Histoire
Richard de La Haye († 1169) donne l'église de Cretteville au prieuré de Saint-Michel-du-Bosc à Lithaire qui fut le seul couvent de religieuses du Cotentin jusqu'au XVIIe siècle.
Au XIIe siècle, la paroisse relevait de l'honneur de La Haye.
Jusqu'en 1840 Franquetot, situé sur Cretteville, fut rattaché à Coigny par ordonnance royale.
Par décision du conseil de la commune nouvelle de Picauville, le statut de commune déléguée est supprimé à partir du 1er janvier 2022.

## Politique et administration
| Période | Période       | Identité                    | Étiquette | Qualité     |
| --- | ------------- | --------------------------- | --------- | ----------- |
| |               | François Bricquebec         |           |             |
| 1793 | 1794          | Thomas Le Ruez              |           |             |
| ..1794 | 1794..        | Henry Pontis                |           |             |
| 1795 | 1797          | Bon Pontus                  |           |             |
| 1797 | 1797          | Louis Asseline              |           |             |
| 1798 | 1806          | Jean Villette               |           |             |
| 1806 | 1816          | Jacques Bricquebec          |           |             |
| 1817 | 1827          | Jean Bricquebec             |           |             |
| 1827 | 1831          | Georges Pontus              |           |             |
| 1832 | 1834          | François Pontis             |           |             |
| 1835 | 1843          | Louis Asseline              |           |             |
| 1844 | 1849          | Charles Pontis Demaillières |           |             |
| 1849 | 1858          | Hippolyte Bricquebec        |           |             |
| 1859 | 1872          | Bon Pontus                  |           |             |
| 1872 | 1876          | Jean Bricquebec             |           |             |
| 1876 | 1882          | François Jean               |           |             |
| 1883 | 1886          | Jean Baptiste Pontus        |           |             |
| 1886 | 1908          | Albert Léon Jean            |           |             |
| 1908 | 1920          | Jean Auguste Jeanne         |           |             |
| 1920 | 1927          | Émile Auguste Scelle        |           |             |
| 1927 | 1946          | Jacques Ferrand             |           |             |
| 1946 | 1953          | Albert Lapierre             |           |             |
| 1953 | 1995          | Jeran Lefèvre               |           |             |
| 1995 | 2001          | Pierre Creveuil             |           |             |
| mars 2001                                                                                                  | mars 2014     | Michel Lerouvillois         | UMP       | Agriculteur |
| mars 2014                                                                                                  | décembre 2015 | Françoise Lesachey          | SE        | Retraitée   |
| Une partie des données est issue d'une liste établie par Jean Pouëssel, B. Carbonnel et Françoise Lesachey |               |                             |           |             |

| Période      | Période       | Identité           | Étiquette | Qualité                     |
| ------------ | ------------- | ------------------ | --------- | --------------------------- |
| janvier 2016 | décembre 2021 | Françoise Lesachey |           | Maire de l'ancienne commune |

## Démographie
L'évolution du nombre d'habitants est connue à travers les recensements de la population effectués dans la commune depuis 1793. À partir du 1er janvier 2009, les populations légales des communes sont publiées annuellement dans le cadre d'un recensement qui repose désormais sur une collecte d'information annuelle, concernant successivement tous les territoires communaux au cours d'une période de cinq ans. 
Pour les communes de moins de 10 000 habitants, une enquête de recensement portant sur toute la population est réalisée tous les cinq ans, les populations légales des années intermédiaires étant quant à elles estimées par interpolation ou extrapolation. Pour la commune, le premier recensement exhaustif entrant dans le cadre du nouveau dispositif a été réalisé en 2006,.
En 2019, la commune comptait 204 habitants, en évolution de −8,52 % par rapport à 2014 (Manche : +0,44 %, France hors Mayotte : +2,49 %).
| 1793 | 1800 | 1806 | 1821 | 1831 | 1836 | 1841 | 1846 | 1851 |
| ---- | ---- | ---- | ---- | ---- | ---- | ---- | ---- | ---- |
| 450  | 486  | 530  | 669  | 625  | 622  | 607  | 619  | 650  |

| 1856 | 1861 | 1866 | 1872 | 1876 | 1881 | 1886 | 1891 | 1896 |
| ---- | ---- | ---- | ---- | ---- | ---- | ---- | ---- | ---- |
| 596  | 600  | 596  | 622  | 604  | 614  | 561  | 517  | 500  |

| 1901 | 1906 | 1911 | 1921 | 1926 | 1931 | 1936 | 1946 | 1954 |
| ---- | ---- | ---- | ---- | ---- | ---- | ---- | ---- | ---- |
| 485  | 486  | 432  | 398  | 385  | 365  | 377  | 373  | 324  |

| 1962 | 1968 | 1975 | 1982 | 1990 | 1999 | 2006 | 2011 | 2016 |
| ---- | ---- | ---- | ---- | ---- | ---- | ---- | ---- | ---- |
| 360  | 342  | 304  | 254  | 216  | 220  | 219  | 233  | 206  |

| 2019 | - | - | - | - | - | - | - | - |
| ---- | - | - | - | - | - | - | - | - |
| 204  | - | - | - | - | - | - | - | - |

## Économie
La commune se situe dans la zone géographique des appellations d'origine protégée (AOP) beurre d'Isigny et crème d'Isigny.

## Lieux et monuments
- Ferme de la Cour de Cretteville du XVIe siècle : restes d'une commanderie de Malte transformée en ferme au XVIe siècle, restaurée au XVIIe siècle, écusson de l'ordre de Malte[13].
- Ferme des Asselines du XVIIIe siècle, avec perron à escalier double.
- Église Notre-Dame des XIIIe, XVe – XVIIe siècles, avec un portail gothique latéral bouché.

Elle abrite un aigle-lutrin des XVIe – XVIIIe siècles et une poutre de gloire et christ en croix classés au titre objet aux monuments historiques, une chaire à prêcher du XVIIIe et une verrière du XXe de Charles Lorin, J. Le Breton et A. Vigneron.
- Fontaine Saint-Wandrille dont l'eau est réputée pour guérir les coliques[3].
- Oratoires dont celui de Notre-Dame des Marais et sa Vierge à l'Enfant du XVe siècle.
- Dolmen au lieu-dit le Champ de la Pierre découvert au milieu du XIXe siècle.
- Pigeonnier du château de Franquetot.
- If funéraire du cimetière.
- Lavoirs.

## Personnalités liées à la commune
- Louis-Joseph Paul Chauveau (1778-1813), né à Cretteville, lieutenant dans le 8e d'artillerie, il se distingua à Marengo, fit toutes les campagnes de la Grande Armée en Prusse, Pologne, Espagne et Russie. Il sera tué à Leipzig en 1813 par un boulet[3].